# 児玉淳一郎
児玉 淳一郎（こだま じゅんいちろう、1846年5月31日（弘化3年5月7日） - 1916年（大正5年）4月30日）は、幕末の武士（長州藩士）、明治初期の官吏、慶應義塾法律科初代講師、大審院判事、貴族院議員。中定勝と共に、日本において最初の近代的代言人（弁護士）といわれる。

## 経歴
長州藩士・児玉伝兵衛の第三子。藩校明倫館で学んだ後、長崎でフルベッキや芳川顕正から英語を教わり、明治2年（1869年）6月、長州藩留学生として渡米し、法律を学んで、明治3年（1870年）11月25日に一旦帰朝する。翌月さらに太政官留学生（年洋銀千枚支給）となり、「刑法」修学の目的で再渡米し、ワシントン大学や同府裁判所で司法事務を見習い、岩倉使節団一行が同府に立ち寄った際には、司法理事官・佐々木高行の米国法律取調の事務手伝いを命じられたと言う。明治6年（1873年）4月29日に帰朝している。帰朝後まもなく司法省十等出仕に任じられたが、その低い地位を不満として江藤新平に辞職届を出して辞職している。
その後、児玉は福澤諭吉を慕って、三田山上の慶應義塾の出版局二階に寓居し、慶應義塾の塾生を集めて、英米法の臨時講義を行った。その内容は不明だが、児玉の著書『人間交法』が、おそらく講義の内容ではないかと考えられている。次いで代言人となり、明治23年（1890年）10月には大審院判事となった。大審院判事在職中には、司法官弄花事件の告発を主導している。また、明治27年（1894年）4月18日から大正5年（1916年）4月30日の死去まで貴族院勅選議員を務めた。

## 栄典
位階
- 1885年（明治18年）2月6日 - 従六位[5]
- 1886年（明治19年）7月8日 - 正六位[6]
- 1916年（大正5年）4月30日 - 正四位[7]

勲章等
- 1916年（大正5年）4月30日 - 勲三等瑞宝章[7]

## 家族
- 前妻・静衛 (1858年生) - 佐々木高行の二女。4児を儲けるも離婚。繁子と改名し、宮中顧問官海軍軍医総監の加賀美光賢（1846－1907）と再婚。[8]
- 後妻・ちか (1848年生)[9]
- 長女・喜久（1872年生） - 海軍軍医総監・臼井宏の妻。[8]
- 二女・みつゑ (1875年生) - 陸軍大佐・小山秋作（小山正太郎の弟）の妻。その孫に小山觀翁。[8]
- 長男・児玉孝顕 (1879年生) - 内務官僚。大阪市助役。岳父に寺垣猪三。[10]
- 二男・三橋敬之助 (1880年生) - 三橋四郎の養子となる。[8][9]